# Pater Moeskroen
Pour les articles homonymes, voir Pater.
Pater Moeskroen est un groupe néerlandais de folk, originaire de Mouscron, en Région wallonne, en Belgique.

## Histoire
Le groupe est formé durant l'été 1985, lorsque Martien van Oostrom, Ad Grooten et Wilbert van Duinhoven font une tournée en France avec un groupe de musique de rue. Ils ont l'idée de former un groupe de musique de fête. C'est en passant par la ville de Mouscron (néerlandais : Moeskroen), en Belgique, que le nom du groupe est né. Au départ, le nom était destiné à une marque de bière qu'ils voulaient brasser, mais lorsque plus tard, avec Ton Smulders, l'idée de créer un groupe festif, ce nom est utilisé. Jan Evers, le colocataire de Smulders, est intégré au groupe. Marcel Sophie, un camarade d'école de Smulders, Grooten et van Oostrom, rejoint également le groupe. La pépinière du groupe est le collège Middeloo à Amersfoort (fusionné avec la Hogeschool Utrecht). La plupart des membres de Pater Moeskroen se connaissent dans cet établissement d'enseignement, où ils étudiaient à l'époque la musicothérapie.
Le 26 janvier 1986, Pater Moeskroen se produit pour la première fois au Café van Zanten à Amersfoort. Un an plus tard, le premier album Alle 7 tips sort, d'abord uniquement sur cassette. En 1998, il est remastérisé sur CD. En 1989, le CD Nooit van gehoord? est enregistré en public.
En 2020, le groupe prévoyait de célébrer son 35e anniversaire avec la tournée théâtrale Pater Moeskroen Geeft een Rondje!. En raison de la pandémie de Covid-19, cette tournée est reportée de deux ans pour être jouée en 2022/2023. La tournée s'appelle toujours Pater Moeskroen Geeft een Rondje!, mais l'anniversaire est prolongé de deux ans.
Pater Moeskroen est un ambassadeur actif de l'Alpe d'Huez et a longtemps donné un numéro sur le célèbre Alpe d'Huez, en France. La plupart des membres du groupe et de l'équipe font du vélo ou de la marche pour la KWF Kankerbestrijding, mais tout le monde se donne à fond pour la fête finale afin de marquer cette expérience extraordinaire par un concert final. La chanson Honderd fait partie intégrante de la setlist. 

## Membres
- Koert Ligtermoet – batterie (1989-1996)
- Jan Evers – chant, flûte, clarinette, saxophone, sifflets (1985-2000)
- Ton Smulders – chant, guitare, basse, tuba, sousaphone et charango (1995-2004)
- Wilbert van Duinhoven – chant, basse, accordéon, trombone et guitare (1985-2004)
- Ad Grooten – chant, guitare, banjo, mandoline, sifflets, saxophone, cister, cornemuse (1985-2012)
- Thomas Gerretsen – chant, batterie, percussions, xylophone (1996-2014)
- Marcel Sophie – chant, guitare et percussions (1985-2015)
- Rolf Rombouts – guitare basse, tuba basse, contrebasse, euphonium, trombone, surdo, guitare (2012-2018, depuis 2020 en tant qu'invité)
- Jack Glasbergen – basse, chant (2018-2020)
- Jeroen Goossens – chant, flûte, basson, clarinette, saxophone, flûte à bec et instruments à vent ethniques) (2000–2006, depuis 2015 en tant qu'invité)
- Kris Tiemens – guitare basse (depuis 2020 en invité)

## Discographie
- 1987 : Alle 7 tips
- 1989 : Nooit van gehoord? (Wel 'ns van geroken ja. Telt dat ook?)
- 1991 : Pater Moeskroen aan de macht!
- 1992 : Een heidens kabaal
- 1994 : Steelt de schouw!
- 1996 : 10 Jaar dikke pret
- 1996 : Wilde liefde
- 1997 : Spanning & spinazie
- 1998 : (On)gewenste ultimiteiten
- 2001 : Heimwee
- 2001 : Diddelidee! Live
- 2002 : Niets is wat het lijkt
- 2004 : Zee
- 2006 : XX deel 1
- 2006 : XX deel 2
- 2006 : NU
- 2008 : Pater Moeskroen komt van het dak af!
- 2011 : Pater Moeskroen en de Kelten
- 2012 : Liever LIVE (album live)
- 2014 : Karavaan (EP)
- 2015 : Vagebond
- 2017 : Fiesta
- 2019 : De Reservebelgen